# Henggart
Henggart is een gemeente en plaats in het Zwitserse kanton Zürich, en maakt deel uit van het district Andelfingen.
Henggart telt 1909 inwoners.